# Calathea louisae
Calathea louisae är en strimbladsväxtart som beskrevs av François Gagnepain. Calathea louisae ingår i släktet Calathea och familjen strimbladsväxter. Inga underarter finns listade.

## Bildgalleri

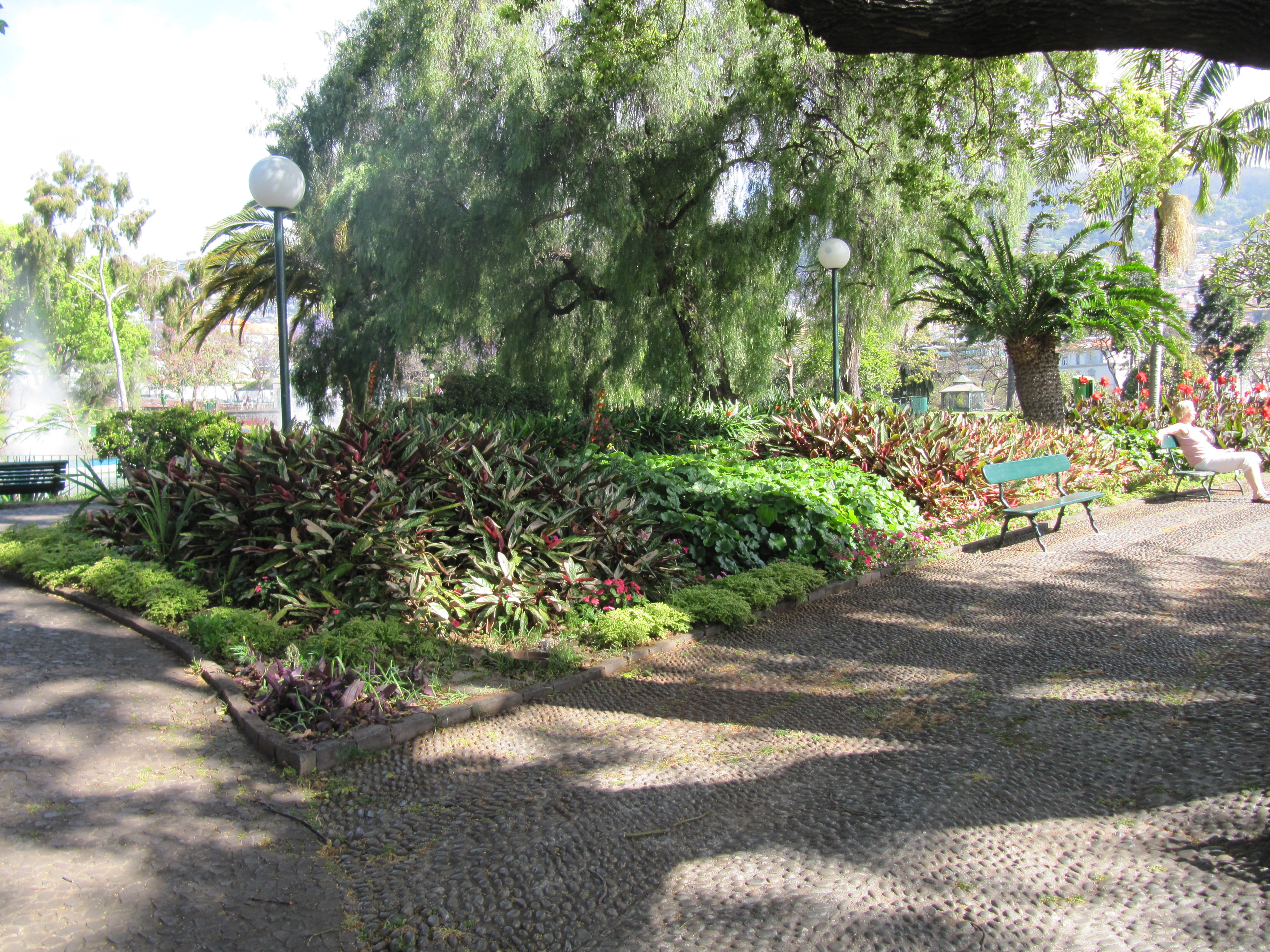